# Fußball-Weltmeisterschaft 1986/Bulgarien
Dieser Artikel behandelt die bulgarische Fußballnationalmannschaft bei der Fußball-Weltmeisterschaft 1986.

## Qualifikation
| Jugoslawien | - | Bulgarien   | 0:0 |                                                                   |
| Frankreich  | - | Bulgarien   | 1:0 | Platini 62'                                                       |
| Bulgarien   | - | Luxemburg   | 4:0 | Sirakow 8', Welitschkow 31', Mladenow 65', Dimitrow 70'           |
| Bulgarien   | - | DDR         | 1:0 | Mladenow 87'                                                      |
| Bulgarien   | - | Frankreich  | 2:0 | Dimitrow 11', Sirakow 61'                                         |
| Bulgarien   | - | Jugoslawien | 2:1 | Getow 27' 58' / Djurovski 29'                                     |
| Luxemburg   | - | Bulgarien   | 1:3 | Langers 65' / Hellers (Eigentor) 2', Kostadinow 26', Dimitrow 33' |
| DDR         | - | Bulgarien   | 2:1 | Zötzsche 4', Liebers 40' / Gotschew 39'                           |

## Bulgarisches Aufgebot
| Nr.               | Name                 | Verein vor WM-Beginn  | Geburtstag | Spiele   | Tore     | Gelbe Karte | Rote Karte |          |
| Torhüter          | Torhüter             | Torhüter              | Torhüter   | Torhüter | Torhüter | Torhüter    | Torhüter   | Torhüter |
| ----------------- | -------------------- | --------------------- | ---------- | -------- | -------- | ----------- | ---------- | -------- |
| 1                 | Borislaw Michajlow   | Witoscha Sofia        | 12.02.1963 | 4        | 0        | 0           | 0          |          |
| 22                | Ilija Walow          | FC Botew Wraza        | 29.12.1961 | 0        | 0        | 0           | 0          |          |
| Abwehrspieler     |                      |                       |            |          |          |             |            |          |
| 3                 | Nikolai Arabow       | FK Sliwen             | 21.02.1953 | 3        | 0        | 1           | 0          |          |
| 4                 | Petar Petrow         | Witoscha Sofia        | 20.02.1961 | 3        | 0        | 0           | 0          |          |
| 5                 | Georgi Dimitrow      | Sredez Sofia          | 14.01.1959 | 4        | 0        | 0           | 0          |          |
| 12                | Radoslaw Zdrawkow    | Sredez Sofia          | 30.07.1956 | 4        | 0        | 0           | 0          |          |
| 13                | Aleksandar Markow    | Spartak Plewen        | 17.08.1961 | 2        | 0        | 1           | 0          |          |
| 21                | Ilja Djakow          | Dobdrudscha Tolbuchin | 28.09.1963 | 0        | 0        | 0           | 0          |          |
| Mittelfeldspieler |                      |                       |            |          |          |             |            |          |
| 2                 | Nasko Sirakow        | Witoscha Sofia        | 26.04.1962 | 4        | 1        | 0           | 0          |          |
| 6                 | Andrej Scheljaskow   | Racing Straßburg      | 09.07.1952 | 3        | 0        | 0           | 0          |          |
| 8                 | Ajan Sadakow         | Lokomotive Plowdiw    | 26.09.1961 | 4        | 0        | 0           | 0          |          |
| 10                | Schiwko Gospodinow   | Spartak Warna         | 06.09.1965 | 3        | 0        | 1           | 0          |          |
| 11                | Plamen Getow         | Spartak Warna         | 04.03.1959 | 4        | 1        | 0           | 0          |          |
| 14                | Plamen Markow        | FC Metz               | 11.09.1957 | 1        | 0        | 0           | 0          |          |
| 15                | Georgi Jordanow      | Witoscha Sofia        | 21.07.1963 | 2        | 0        | 0           | 0          |          |
| 17                | Christo Kolew        | Lokomotive Plowdiw    | 21.09.1964 | 0        | 0        | 0           | 0          |          |
| 19                | Atanas Paschew       | Trakia Plowdiw        | 21.11.1963 | 1        | 0        | 0           | 0          |          |
| Stürmer           |                      |                       |            |          |          |             |            |          |
| 7                 | Boschidar Iskrenow   | Witoscha Sofia        | 01.08.1962 | 3        | 0        | 0           | 0          |          |
| 9                 | Stojtscho Mladenow   | Sredez Sofia          | 24.04.1957 | 3        | 0        | 0           | 0          |          |
| 16                | Wasil Dragolow       | Beroe Stara Sagora    | 17.08.1962 | 0        | 0        | 0           | 0          |          |
| 18                | Boitscho Welitschkow | Lokomotive Sofia      | 13.08.1958 | 1        | 0        | 0           | 0          |          |
| 20                | Kostadin Kostadinow  | Trakia Plowdiw        | 25.06.1959 | 3        | 0        | 0           | 0          |          |
| Trainer           |                      |                       |            |          |          |             |            |          |
|                   | Iwan Wuzow           |                       | 14.12.1939 |          |          |             |            |          |

## Spiele der bulgarischen Mannschaft

### Vorrunde
- Italien –  Bulgarien 1:1 (1:0)

Stadion: Aztekenstadion (Mexiko-Stadt)
Zuschauer: 95.000
Schiedsrichter: Fredriksson (Schweden)
Tore: 1:0 Altobelli (43.), 1:1 Sirakow (85.)
- Bulgarien –  Südkorea 1:1 (1:0)

Stadion: Estadio Olímpico Universitario (Mexiko-Stadt)
Zuschauer: 45.000
Schiedsrichter: al-Shanar (Saudi-Arabien)
Tore: 1:0 Getow (11.), 1:1 Kim Jong-boo (70.)
- Argentinien –  Bulgarien 2:0 (1:0)

Stadion: Estadio Olímpico Universitario (Mexiko-Stadt)
Zuschauer: 65.000
Schiedsrichter: Ulloa (Costa Rica)
Tore: 1:0 Valdano (3.), 2:0 Burruchaga (79.)
Über 110.000 Besucher sahen im Eröffnungsspiel des Turniers Weltmeister Italien beim 1:1 gegen Bulgarien. Argentinien gelang in der Gruppe A ein ungefährdetes 3:1 gegen Südkorea. Die Partie der beiden Gruppenfavoriten Italien und Argentinien beherrschten die Defensivkünstler beider Teams und endete 1:1. Beide Nationen konnten sich mit ihren Siegen gegen Bulgarien und Südkorea in den letzten Gruppenspieler für das Achtelfinale qualifizieren, aber spielerisch nicht überzeugen.

### Achtelfinale
| 114.000 | Aztekenstadion (Mexiko-Stadt) | Mexiko | Bulgarien | Arppi Filho (Brasilien) | 2:0 (1:0) | 1:0 Negrete (34.) 2:0 Servín (61.) |

Wenig überraschend, aber souverän setzte sich Mexiko mit 2:0 gegen Bulgarien durch.